# Wendelin Tieffenbrucker

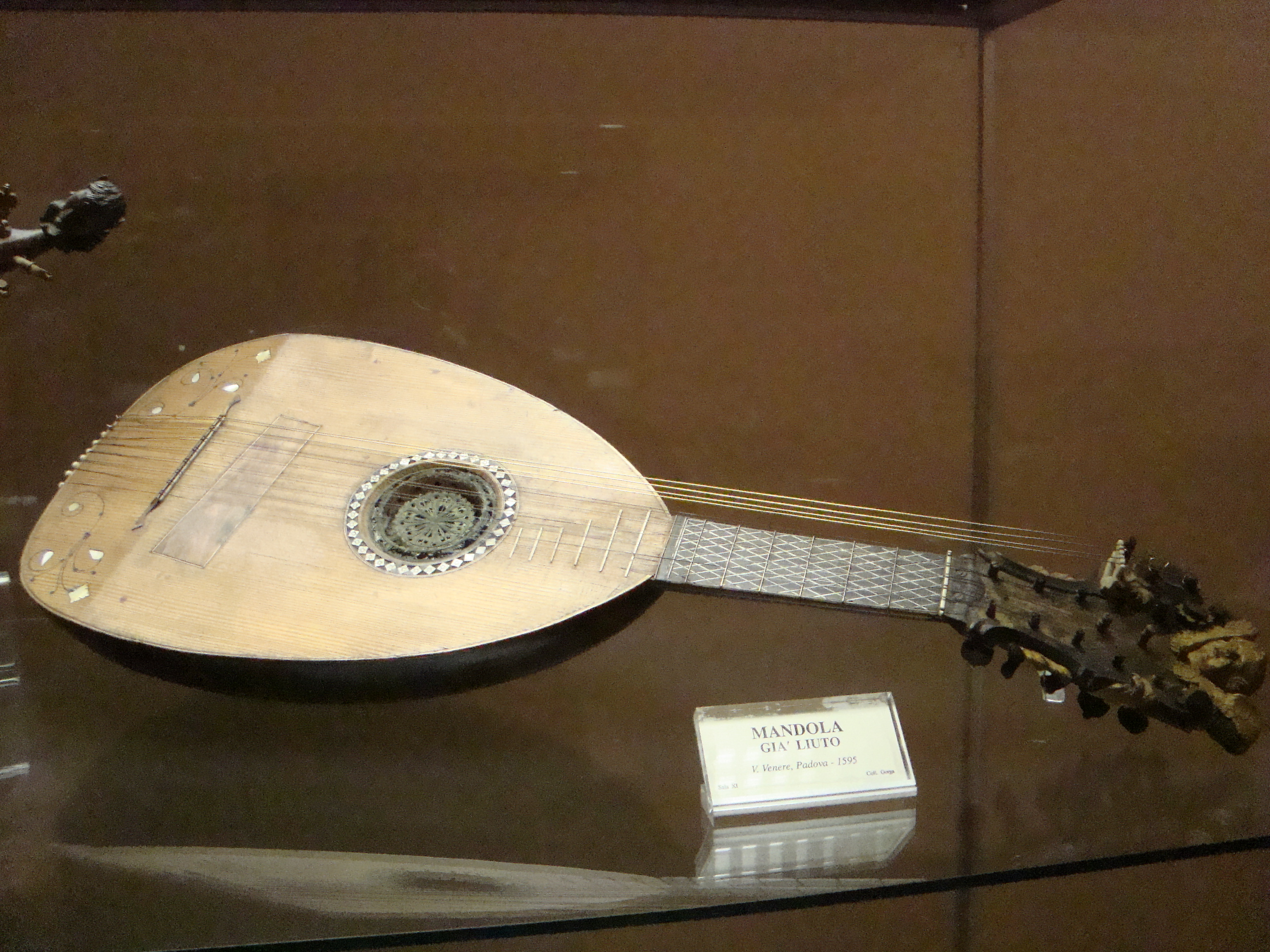
Renaissance-Laute mit der Aufschrift „MANDOLA GIA 'LIUTO, V.Venere, Padova – 1595“, Musikinstrumentenmuseum Rom

Wendelin Tieffenbrucker, auch Vendelio Venere (* vor 1551; † nach 1611), gilt als einer der bedeutendsten Lautenbauer seiner Zeit. Er wirkte in Padua und Venedig.

## Leben und Werk
Der aus der bekannten Instrumentenbauerfamilie Tieffenbrucker stammende Sohn von Leonhard Tieffenbrucker führte in Padua eine Werkstatt. Tieffenbrucker gehörte neben Michael Hartung und Magnus Tieffenbrucker (1580–1631) zu den bedeutendsten Lautenbauern, die nach der in den 1580er Jahren aufgekommenen Technik aufwendige Lauten herstellten, deren Korpus nicht wie zuvor aus wenigen Holzlamellen (9, 11 oder 13), sondern aus teilweise mehr als 50 Lamellen verleimt war.
1590 oder vorher fertigte Tieffenbrucker ein außergewöhnliches Saiteninstrument von 6,5 Oktaven Tonumfang und mit 50 Saiten, das sich als Erzlaute mit in einem seitlich angebauten Rahmen zusätzlich gespannten Harfensaiten beschreiben lässt. Das Einzelstück könnte vom arabischen šāh-rūd abgeleitet sein, dessen Tonumfang vier Oktaven betrug.
Das Cité de la musique in Paris, die Accademia Filarmonica in Bologna, das Kunsthistorische Museum in Wien, das Germanische Nationalmuseum und das Museum für Musikinstrumente der Universität Leipzig verfügen über erhaltene Lauten Tieffenbruckers.

## Familie
Wendelin Tieffenbrucker war Schwiegervater Michael Hartungs (vor 1593 – nach 1640), Lautenmacher in Padua, Roßhaupten und Venedig und Onkel von Christoforo Heberle (um 1546–vor 1621), Lautenmacher in Venedig. Sein Enkel Georg Pfanzelt (vor 1625–nach 1635) war Lauten- und Geigenmacher in Padua.